# 11-Hydroksy-THC
11-Hydroksy-THC, 11-OH-THC – organiczny związek chemiczny z grupy kannabinoidów, główny psychoaktywny metabolit THC wytwarzany w organizmie po doustnym przyjęciu marihuany lub haszyszu. Udowodniono, że 11-OH-THC jest psychoaktywne samo z siebie, lecz efekt jego działania różni się znacznie od tego powodowanego przez THC.
Metabolizowany przez organizm do 11-nor-9-karboksy-THC.